# نشان افتخار(روسیه)
نشان افتخار (روسی: орден Почёта) یک نشان دولتی فدراسیون روسیه است که با فرمان شماره ۴۴۲ ریاست جمهوری در ۲ مارس ۱۹۹۴ برای به رسمیت شناختن دستاوردهای عالی در فعالیت های دولتی، اقتصادی، علمی، اجتماعی فرهنگی، عمومی، ورزشی و خیریه ایجاد شده است. اساسنامه آن با فرمان شماره ۱۹ در ۶ ژانویه ۱۹۹۹  و اخیراً با فرمان شماره ۱۰۹۹ در ۷ ژانویه ۲۰۱۰ اصلاح شد که وضعیت فعلی آن را مشخص کرد. این نشان را نباید با نشان افتخار اتحاد جماهیر شوروی اشتباه گرفت، اگرچه نظم فعلی تداوم آن را حفظ می‌کند.

## اساسنامه جایزه
نشان افتخار به شهروندان فدراسیون روسیه اعطا می شود:
- برای دستاوردهای بالا در تولید و شاخص های اقتصادی در صنعت، ساخت و ساز، کشاورزی، ارتباطات، انرژی و حمل و نقل، همراه با استفاده غالب از فناوری های نوآورانه در فرآیند تولید.
- برای افزایش قابل توجه سطح توسعه اجتماعی و اقتصادی فدراسیون روسیه؛ برای دستاوردهای نوسازی سیستم مراقبت های بهداشتی روسیه، با هدف بهبود قابل توجه کیفیت ارائه خدمات پزشکی، و همچنین توسعه و کاربردهای عملی گسترده روش های مدرن و نوآورانه برای تشخیص و درمان بیماری ها.
- برای دستاوردهای تحقیقات علمی که منجر به مزیت علمی و فناوری قابل توجه روسیه در زمینه های مختلف علوم می شود، تولید داخلی محصولات رقابتی با فناوری پیشرفته را افزایش داد.
- برای خدمات بهبود سیستم آموزشی روسیه با هدف بهبود چشمگیر کیفیت آموزش ارائه شده، سیستم آموزش متخصصان برای اقتصاد روسیه و افزایش اعتبار بین المللی موسسات آموزشی روسیه
- برای مشارکت قابل توجه در حفظ، ترویج و توسعه فرهنگ، هنر، تاریخ و زبان روسی، همراه با افزایش سطح توسعه فرهنگی و بشردوستانه آموزش مدنی و میهن پرستانه نسل جوان.
- برای فعالیت های عمومی، خیریه و اجتماعی بسیار پربار
- برای شایستگی در ترویج و حمایت از ورزش جوانان و همچنین ورزش حرفه ای، افزایش قابل توجه سطح فعالیت بدنی و تبدیل روسیه به رهبر جهانی در ورزش های انفرادی

این نشان همچنین ممکن است به شهروندان خارجی اعطا شود که خدمات برجسته ای را برای بهبود روابط دوجانبه با روسیه انجام داده اند.

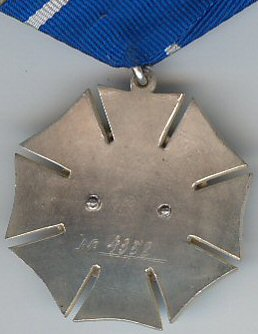
معکوس نشان افتخار